# Carolyn Schuler
Carolyn Schuler (San Francisco, 5. siječnja 1943. – ?, 22. srpnja 2024.) bila je američka plivačica.
Dvostruka je olimpijska pobjednica u plivanju, a 1989. godine primljena je u Kuću slavnih vodenih sportova.